# ألياف الكربون

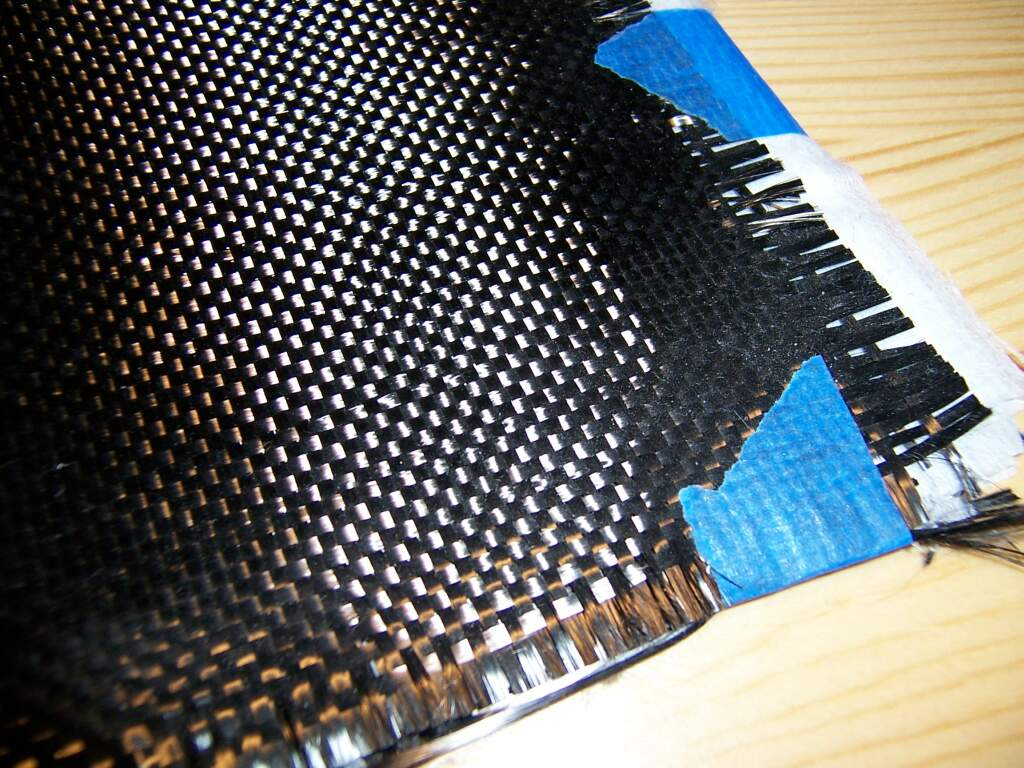
نسيج مصنوع من شعيرات الكربون

أليافُ الكربون هي مواد تتألف من ألياف دقيقة للغاية ذات قطر يتراوح بين 0.005 و 0.010 ميليمتر وتتكون في معظمها من ذرات الكربون. ترتبط ذرات الكربون ببعضها في بلورات مجهرية موازية بشكل أو بآخر لمحور الألياف. هذا التوازي أو التوجه يجعل الألياف قوية جدا مقارنة بحجمها.
تغزل عدة آلاف من ألياف الكربون معا لتشكيل الخيط ليستخدم بذاته أو ينسج ليكون النسيج. ولألياف الكربون عدة حياكات (طرق النسج) مختلفة يمكن جمعها مع راتنج من اللدائن وتقولب لتشكيل المواد المؤلفة التي تتصف بنسبة عالية من القوة إلى الوزن.
وكثافة ألياف الكربون أيضا هي أقل بكثير من كثافة الفولاذ، مما يجعلها مثالية للتطبيقات التي تتطلب وزنا منخفضا. خصائص ألياف الكربون مثل قوة الشد المرتفعة، والوزن والتمدد الحراري المنخفضان جعلها تحظى بشعبية كبيرة في تطبيقات الفضاء والهندسة المدنية والعسكرية ورياضة السيارات، إلى جانب غيرها من المنافسات الرياضية.

## البنية والخصائص

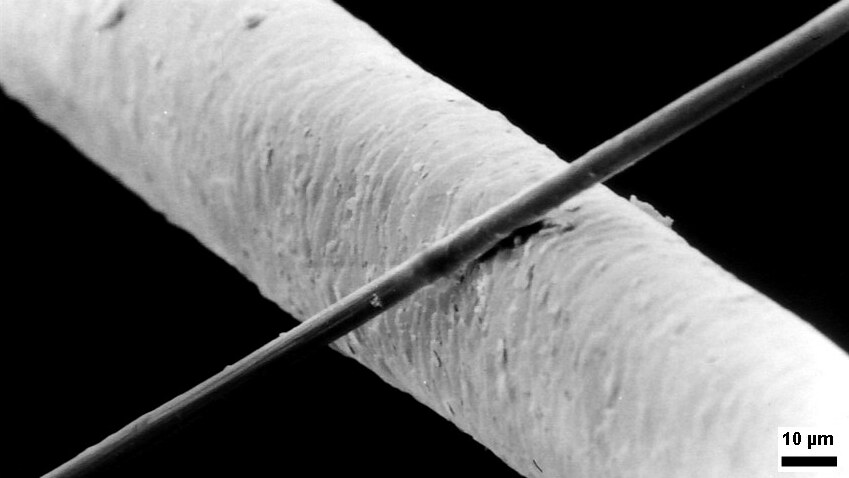
ألياف الكربون 6 ميكرومتر مقابل شعرة الإنسان 50 ميكرومتر: دقة مذهلة تقود الابتكار

إن كل خيط من ألياف الكربون هو عبارة عن حزمة من آلاف الألياف الكربونية. أما الليف الواحد منها فهو عبارة عن أنبوب رفيع يتراوح قطره من 5-8 ميكرومتر ويتكون غالبا من كربون فقط. الجيل الأول من ألياف الكربون (مثل T300 و AS4) فقد كانت بقطر 7-8 ميكرومتر. أما الأجيال اللاحقة (مثل IM6) فكانت بقطر 5 ميكرومتر تقريبا.
البنية الذرية لليف الكربون مشابهة للبنية الذرية للغرافيت، المتكونة من صفائح من ذرات الكربون (صفائح الغرافين) مرتبة في نموذج بنية سداسية منتظمة. والفرق يكمن بطريقة ترابط هذه الصفائح. أما الغرافيت فهو مادة بلورية تتكدس فيها الصفائح موازية لبعضها البعض بطريقة منتظمة. أما القوى بين الجزيئية التي تربط الصفائح ببعضها فهي ضعيفة نسبيا، قوى فان دير فالس، مما يعطي الغرافيت مميزات القصافة.
وتبعا للطريقة المتبعة لصناعة هذه الالياف، فإن ألياف الكربون يمكن أن تكون ذات بنية غرافينية أو بنية تربوستراتيك Turbostratic (وهي بنية بلورية خرجت فيها المستويات العامودية على المحاور الأساسية عن التراصف أو التحاذي) أو أن تكون بنية هجينة من البنيتين السابقتين. فالألياف الكربونية ذات بنية تربوستراتيك تتكون من صفائح من ذرات الكربون مطوية ومثنية معا بطريقة عشوائية. فألياف الكربون المصنعة انطلاقا من بولي أكريل نتريل فهي ذات بنية تربوستراتيك Turbostratic بينما الألياف الكربونية المشتقة منmesophase pitch فتكون ذات بنية غرافيتية بعد القيام بعملية معالجة حرارية على درحة حرارة تصل إلى 2200 °C. تميل الألياف الكربونية ذات بنية تربوستراتيك Turbostratic لامتلاك مقاومة للشد عالية في حين يميل النوع الآخر من الألياف الكربونية لامتلاك معامل شد (معامل يونغ) مرتفع وناقلية حرارية عالية.

## التطبيقات
تستخدم ألياف الكربون بشكل شائع لتقوية المواد المؤلفة وبالأخص تلك المواد المؤلفة المعروفة باسم البوليمير المقوى بألياف الكربون أو الجرافيت. ومن الممكن أيضا استخدام مواد غير بوليميرية كمادة أساس مع ألياف الكربون. ومن ناحية أخرى فقد لاقى استخدام ألياف الكربون نجاحا محدودا في تطبيقات المواد المؤلفة التي تدخل فيها المعادن كمواد أساس نتيجة لتشكل كربيدات معدنية ولاعتبارت ظاهرة التآكل. الكربون - الكربون المقوى يتكون من الجرافيت المقوى بألياف الكربون ويستخدم في التطبيقات الهيكلية في ظروف درجات الحرارة العالية. كما تستخدم الألياف أيضا في ترشيح الغازات ذات درجات الحرارة العالية وأقطاب ذات مساحة كبيرة ومقاومة كاملة للتآكل وأيضا كمكوّن يقاوم تراكم الكهرباء الساكنة. القولبة أو الإكساء بطبقة رقيقة من ألياف الكربون ترفع بشكل ملحوظ مقاومة البوليميرات أو المواد المؤلفة من لدائن حرارية تتحمل الحريق لأن الطبقة الكثيفة والمكتنزة من ألياف الكربون تشكل عاكسا فعّالا للحرارة.
أعلنت شركة «بي إم دبليو» الألمانية للسيارات عزمها على إنتاج أول سيارة بألياف الكربون عام 2012. ففي مصنعها الموجود بمدينة «واكارزدورف» تقوم آلات بغزل ألياف الكربون إلى نسيج رقيق عريضة وذلك انطلاقاً من ألياف البولي أكريل نتريل. وبعد لفها في لفائف كبيرة تنقل إلى مصنعها «لانديزهوت» حيث يقطع النسيج إلى قطع مناسبة ومتتطابقة ثم تسخن في فرن فينتج منها ألواحا صلبية تصلح لتصنيع الغلاف الخارجي للسيارة.
وتتميز المواد المؤلفة المدعمة بألياف الكربون بالخفة، وإمكانية تصنيعها بصلابة مختلفة حيث يستخدم الألواح المتوسطة لصلابة لصناعة مقدمة السيارة، حيث يقلل ذلك من اضرار اصطدام السيارة بالمارة، في حين تستخدم الألواح الأشد صلابة لتصنيع مؤخرة السيارة. ومع ذلك فألواح الياف الكربون أقل ثقلا من الفولاذ بنسبة النصف وأخف من الألمونيوم بنسبة الثلث، إلا أن تكلفته أكثر 15 مرة من تكلفة الفولاذ.